# Gralingen
Gralingen (lb. Grooljen) – wieś (Uertschaft) w północno-wschodnim Luksemburgu, w kantonie Vianden, w gminie Putscheid. Do 3 października 2015 miejscowość leżała w dystrykcie Diekirch. Liczy 260 mieszkańców (31 grudnia 2022).